# Sint-Joriskerk (Nortmoor)
De Sint-Joriskerk (St.-Georg-Kirche) is het kerkgebouw van de lutherse gemeente in Nortmoor in het Landkreis Leer in de Duitse deelstaat Nedersaksen. Het bedehuis werd in 1751 als barokke zaalkerk gebouwd.

## Geschiedenis

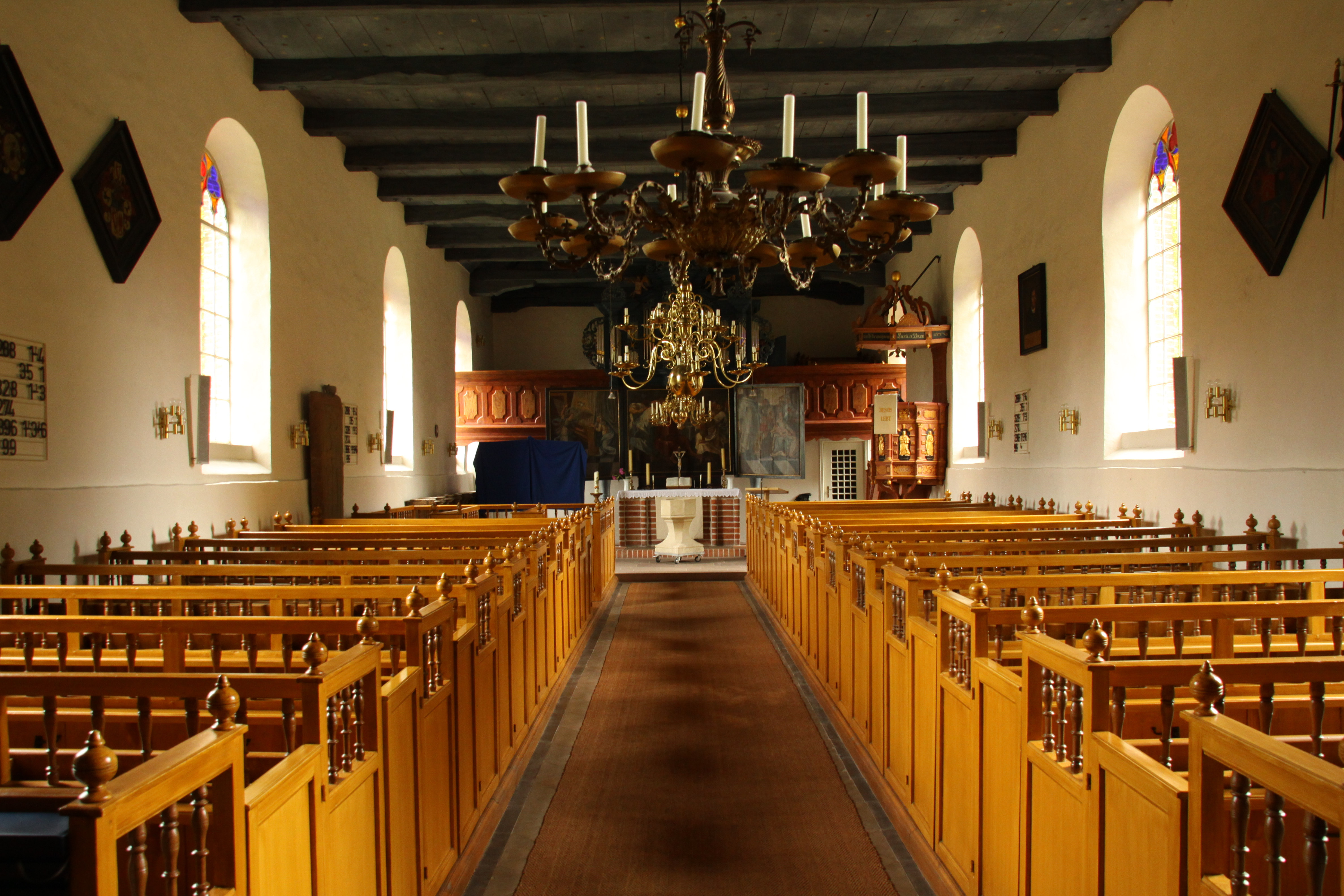
Interieur

In de middeleeuwen verschoof de bebouwing van het dorp wegens de toenemende drassigheid van de bodem verder noordelijk op de geestrug. De oude kerk was vermoedelijk een romaanse kruiskerk uit de dertiende eeuw, waarvan de nog vrijstaande klokkentoren van het parallelmuurtype bewaard bleef. Ook de klok van de oude kerk bleef bewaard, een tweede klok werd in 1509 door Bertolt Klingke (Klinghe) gegoten. Na de reformatie sloot de gemeente zich aanvankelijk bij de gereformeerde leer aan en daarna bij de lutherse. De huidige kerk werd in 1751 met grote rondboogramen gebouwd. Voor de bouw werden tevens bakstenen van de oude kerk hergebruikt.

## Interieur
Het interieur wordt boven met een balkenplafond afgesloten. Voor de oostelijke muur bevindt zich de orgelgalerij, die met het altaar een eenheid vormt. Het vleugelaltaar werd in het jaar 1662 vervaardigd en verraadt Vlaamse invloeden. Centraal in de drieluik wordt een eenvoudige Avondmaalsscène afgebeeld. Op de deuren sieren voorstellingen van de Annunciatie (links) en de Aanbidding der Koningen (rechts) het drieluik. De beide bronzen kandelaren op het altaar dateren uit de barokke tijd. Uit de romaanse tijd stamt een met een kruis versierde trapeziumvormige deksel van een sarcofaag. De kansel werd door Tönnies Mahler gebouwd en dateert van 1652. Hoekzuiltjes en reliëfvoorstellingen van de evangelisten onder rondbogen sieren de kuip van de kansel. Het eenvoudige doopvont is achthoekig. In de kerk hangen drie messing kroonluchters, waarvan één het jaartal 1665 draagt.
De resten van het met houtsnijwerk versierde laatgotische koorgestoelte (circa 1500) zouden uit het klooster Barthe bij Hesel stammen en heeft voor in de kerk een plaats gekregen. De kerkbanken stammen nog uit de bouwtijd van de kerk.

## Orgel

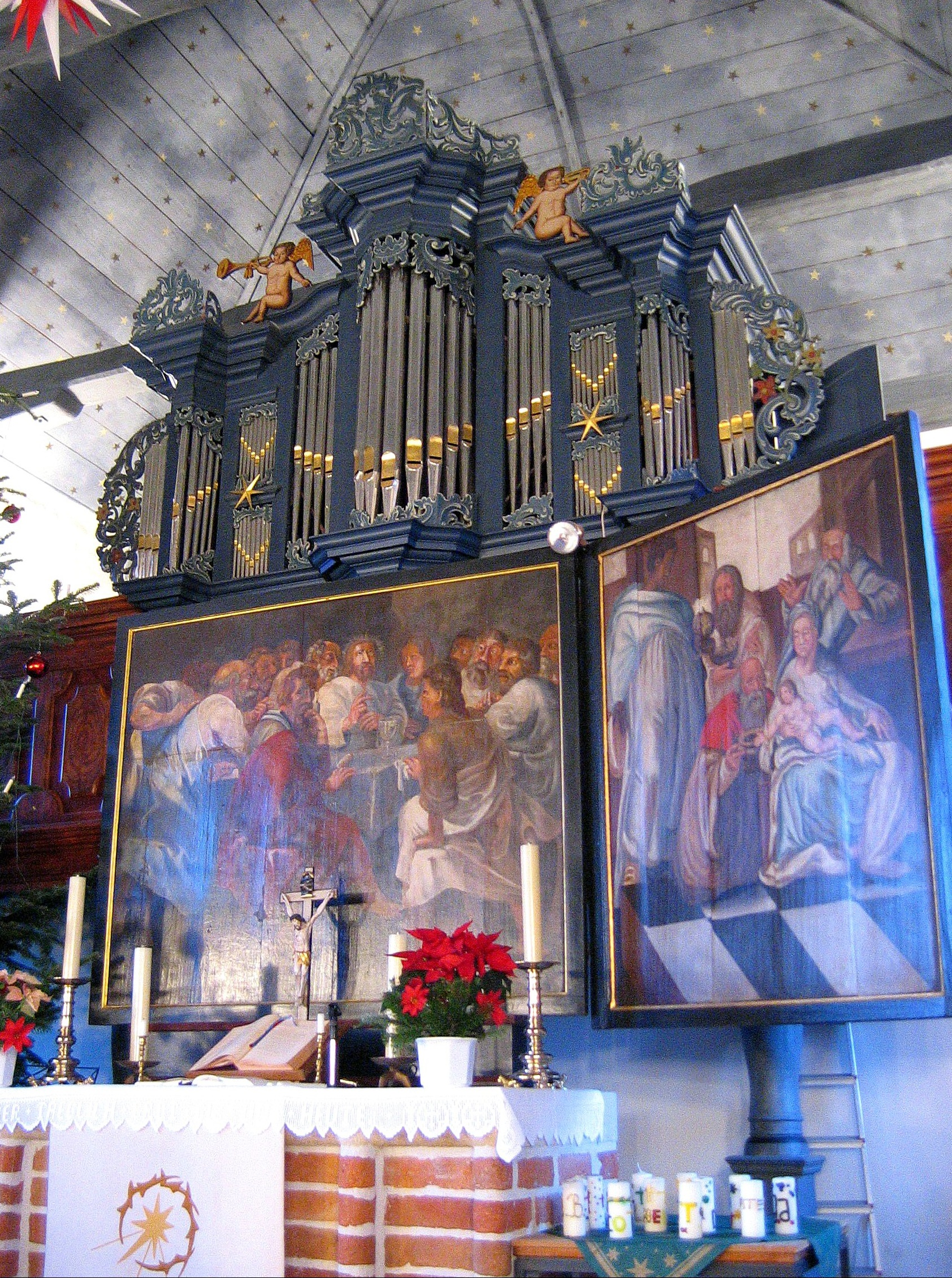
Altaar en orgel

Het orgel is een werk van Hinrich Just Müller. Het werd in de periode 1773-1775 met acht registers op één manuaal en aangehangen pedaal gebouwd en toont overeenkomsten met zijn instrument in Holtrop. Na enkele veranderingen restaureerde de orgelbouwfirma Führer het instrument van 1980 tot 1982 en reconstrueerde de oorspronkelijke dispositie. In 1990 werden in het kader van de renovatie van de kerk ook de oorspronkelijke kleuren van de orgelkas hersteld. Het orgel bezit de volgende dispositie:
| Manuaal C–c3 |     |     |
| Principaal   | 4′  | M   |
| Gedekt       | 8′  | M   |
| Roer-fluit   | 4′  | M   |
| Quinta       | 3′  | M   |
| Octaaf       | 2′  | M   |
| Mixtuur IV   |     | M/R |
| Dulciaan B/D | 16′ | R   |
| Trompet B/D  | 8′  | R   |
| Tremulant    |     | R   |
| Cymbelster   |     | M   |

M = Müller (1773-1775)
R = Reconstructie Führer (1980-1982)
- Tractuur:
  - Speeltractuur: mechanisch
  - Registertractuur: mechanisch
- Windverzorging:
  - Keilbalg
  - Winddruk: 60 mmWS
- Stemming:
  - 1/4 toon boven a1= 440 Hz
  - Welgetempereerde stemming